# Hans Remmel
Hans-Jürgen Remmel (Engelskirchen,1964) é Grão Mestre de WyngTjun. Se tornou Sifu em 1991 e Dai-Sifu (Grão Mestre) em 2003. Atualmente permanece Grão Mestre.

## Vida
Hans Remmel é Instrutor-Chefe Mundial da ISMA; Mestre de WyngTjun (treina  WyngTjun desde 1982)
Mestre de Escryma (treina Escryma desde 1986); Titulo de "Sifu" desde 1991; Título de "Dai-Sifu" desde 2003. Ministra cursos de defesa pessoal para a polícia especial da Alemanha – SEK, o FBI, as polícias especiais da Espanha, Itália, Luxemburgo, entre outras; especialista em inúmeras armas, é também mestre em Kykung.

## No Brasil
Em 1995 o Grão Mestre Hans Remmel juntocom o Sifu Andreas Geller, alunos diretos dos Grão-Mestres Kernspecht e Bill Newman (responsável pela escryma) foram nomeados pela EWTO (European Wing Tsun Organization) instrutores chefes responsáveis pela divulgação do Wing Tsun no Brasil, com o intuito de expandir da organização.
Desde então, eles vêm ao Brasil quatro vezes ao ano para ministrar cursos, seminários e demonstrações.
Em 2002 chegou ao Brasil o WT-Kygung (método de saúde através do movimento) pelas mãos da Simo Ingrid Remmel (Ex-Esposa do Dai-Sifu H.Remmel).
Diversos cursos para órgãos de segurança já foram ministrados, como por exemplo para o grupo TIGRE (polícia especial de Maceió) em 1995 e para o BOPE (Batalhão de Operações Especiais) da polícia militar de Alagoas em 2000.
Agora desligados da EWTO e filiados à ISMA (Sociedade Internacional de Artes Marciais)